# George Glyn (1er baron Wolverton)
George Carr Glyn, 1er baron Wolverton (27 mars 1797-24 juillet 1873) est un banquier ayant des intérêts dans les chemins de fer, un associé dans l'entreprise familiale de Glyn, Mills & Co., qui est alors réputée être la plus grande banque privée de Londres.

## Jeunesse
Il est le quatrième fils de Richard Glyn, 1er baronnet, également banquier, et ancien maire de Londres. Sa mère est la fille de John Plumptre de Nottingham. Les Wolverton vivent au manoir de la cathédrale d'Iwerne, à trois kilomètres au sud de Fontmell, dans le Dorset. Ils possèdent également Gaunts House, Wimborne.

## Carrière en affaires
Glyn et sa banque ont joué un rôle important dans le développement des chemins de fer - d'où le lien avec Wolverton. Dans les années 1850, plus de 200 compagnies de chemin de fer, nationales et étrangères, ont fait affaire avec Glyn, Mills et Co. En 1836, Glyn est devenu président du North Midland Railway et, en 1837, deuxième président du London and Birmingham Railway. En 1841, il démissionne de sa présidence du North Midland, mais reste administrateur. En 1842, il fonde le Railway Clearing House, une organisation qui aide à calculer les paiements des sociétés qui exploitaient des trains aux nombreuses sociétés qui possédaient des voies de correspondance. En 1846, lorsque le London and North Western Railway est formé, il en est le président jusqu'en 1852. La banque de Glyn est l'un des agents londoniens du gouvernement provincial du Canada et, en 1852, il est promoteur du Grand Trunk Railway. Il est le premier président de la Railway Benevolent Society, lors de sa création, lors d'une réunion à la London Tavern, le 8 mai 1858. George préside cette réunion et prononce un discours décrivant ses objectifs pour cette société philanthropique.

## Carrière politique
Mis à part sa carrière dans les affaires, Glyn est député de Kendal à la Chambre des communes de 1847 à 1868 sous l'étiquette libérale, élu à chaque fois sans opposition à toutes les élections générales de 1847 jusqu'à 1865. Le 14 décembre 1869, Glyn est élevé à la pairie en tant que baron Wolverton, de Wolverton dans le comté de Buckingham.

## Famille
Lord Wolverton épouse Marianne Grenfell, fille de Pascoe Grenfell, députée de Penryn, le 17 mars 1823. Ils ont neuf fils et deux filles.
- Sidney Glyn, député
- Pascoe Glyn, député.
- Edward Glyn est évêque de Peterborough et père de Ralph Glyn (1er baron Glyn).
- Henry Carr Glyn est vice-amiral de la Royal Navy.
- Alice, épouse Francis Pelham (5e comte de Chichester)

Lord Wolverton est décédé en juillet 1873, à l'âge de 76 ans, et est remplacé dans la baronnie par son fils aîné George Glyn (2e baron Wolverton). Lady Wolverton est décédée en mars 1892.